# Grona gniewu
Grona gniewu (ang. The Grapes of Wrath) – amerykańska powieść realistyczna, której autorem jest John Steinbeck. Wydana została 14 kwietnia 1939. Autor zdobył dzięki niej coroczną National Book Award, Nagrodę Pulitzera; przyczyniła się ona do przyznania mu Nagrody Nobla. Między innymi tej właśnie powieści zawdzięcza Steinbeck swoją pozycję w kanonie literatury XX wieku.
Akcja toczy się w czasach wielkiego kryzysu. Rodzina najemnych farmerów zostaje wysiedlona ze swojego domu w Oklahomie za przyczyną wielkiej suszy, trudności ekonomicznych oraz zmian w przemyśle rolniczym. Podobnie jak wielu im podobnych wyruszają do Kalifornii. Tam planują szukać pracy, ziemi, godności i przyszłości.
Grona gniewu były szóstą powieścią Steinbecka. Prace nad utworem trwały od 31 maja do 26 października 1938.

## Opis fabuły
Tom Joad wraca z więzienia do swojego rodzinnego domu na zwolnieniu warunkowym po czterech latach. Po drodze spotyka Jima Casy’ego, byłego pastora, przyjaciela rodziny. Gdy razem docierają na farmę, okazuje się, że jest opuszczona. Spotykają kolegę Toma z dzieciństwa, który wyjaśnia im, że ziemie zostały zajęte przez banki, a jego rodzina mieszka u wujka Johna. Gdy następnego ranka odnajdują Joadów, ci pakują swój dobytek na ciężarówkę, żeby wyruszyć w podróż do Kalifornii, gdzie obiecywana jest praca i dobry zarobek. Nie mogąc spłacić długów, stawiają wszystko na jedną kartę i inwestują w podróż. Tom wiedząc, że opuszczenie Oklahomy narusza postanowienia zwolnienia warunkowego, podejmuje ryzyko. Do rodziny przyłącza się również Jim Casy.
Podążając Drogą 66 napotykają prowizoryczne obozy, w których dowiadują się od ludzi, którzy podobnie jak oni skusili się na wyjazd do Kalifornii, że ich nadzieje i wizje dobrobytu mogą nie zostać spełnione. Dziadek oraz babcia Joad umierają, nie mogąc znieść trudów podróży; dziadek zostaje pogrzebany w jednym z obozów, babcia umiera blisko granicy stanu. Najstarszy syn Joadów, Noah, oraz Connie, mąż ciężarnej Rose of Sharon, oddzielają się od rodziny. Reszta prowadzona przez Ma Joad wędruje dalej, wiedząc, że w Oklahomie nic dobrego ich nie czeka.
Na miejscu spotykają się z wyzyskiem robotników na głodowych stawkach, doznają wielu rozczarowań, gdyż rynek pracy jest przepełniony, a miejscowi mieszkańcy dręczą i prowokują przybyszy. Rodzina Joadów pracuje, zbierając brzoskwinie. Niektórzy pracownicy próbują tworzyć związki zawodowe, dochodzi do strajków. Jim Casy zostaje aresztowany za atak na policjanta. Później zostaje zabity na oczach Toma, który w zemście zabija mordercę i staje się zbiegiem. Rodzina opuszcza sad. Tom, wiedząc, że swoją obecnością naraża też rodzinę, żegna się i również ich opuszcza, obiecując, że gdziekolwiek by nie był, będzie walczył z tyranią i niesprawiedliwością.
Dziecko Rose of Sharon rodzi się martwe, jednak mama Joad nie pozwala rodzinie pogrążyć się w żałobie i ciągle podtrzymuje ich na duchu. Gdy nadchodzą deszcze, prowizoryczne mieszkanie Joadów zostaje zalane i rodzina przenosi się na wyższe tereny.

## Geneza
Steinbeck niedługo po wydaniu W niepewnym boju, pierwszej powieści traktującej o losach wędrownych robotników w czasach kryzysu, odbył podróż po obozach budowanych przez tychże ludzi w dolinach Salinas i San Joaquin. Nazywane były one Hoovervilles od nazwiska prezydenta Herberta Hoovera, który rzekomo pozwolił stoczyć się narodowi w kryzys. Pisarz pracował tam przy zbiorach, zapisując swoje obserwacje na temat warunków życia pracowników. Opublikował je w artykułach wysłanych do „San Francisco News”, pod tytułem „The Harvest Gypsies”. Część materiału z artykułów trafiła do Gron gniewu. Steinbeck zainteresowany był tematem ucisku robotników rolnych jeszcze na długo przed swoją podróżą wraz z migrantami z Oklahomy do Kalifornii. W jednym z listów do swoich znajomych napisał:

Jest tam pięć tysięcy rodzin znajdujących się w obliczu śmierci głodowej, nie tylko głodnych, lecz faktycznie konających z głodu. Rząd usiłuje dożywiać ich i zapewnić im pomoc lekarską, podczas gdy faszyści, banki i wielcy plantatorzy akcję tę w całej rozciągłości sabotują, podnosząc gwałt o zrównoważony budżet. W jednym namiocie odbywa kwarantannę dwadzieścia osób chorych na ospę, wśród nich są dwie kobiety, które jeszcze w tym tygodniu oczekują rozwiązania. Związałem się z tą sprawą od samego początku i muszę udać się na miejsce, by zobaczyć, czy potrafię tu coś zdziałać, by rozbić głowę tym mordercom (…)

Na podstawie analizy jego dzieł można stwierdzić, że Steinbeck nie był pisarzem-intelektualistą, jego sukces nie opiera się na karierze naukowej, lecz na bezpośrednich obserwacjach. Jego temperament twórczy reaguje najsilniej pod presją zaangażowania uczuciowego, które jest ostatecznym wykładnikiem wartości każdego dzieła. Dlatego też pasja Gron gniewu była tak płodna, w porównaniu do Księżyc zaszedł (1942), powieści o okupacji hitlerowskiej w Norwegii, która okazała się być jałową.

## Pierwsze wydanie
Grona gniewu wydano po raz pierwszy 14 kwietnia 1939 nakładem Viking Press. Pierwszy nakład szacuje się pomiędzy 20 000 a 50 000 egzemplarzy. Pierwotna cena wynosiła 2,75 dolara, książka liczyła 619 stron. Na unikatowej obwolucie pierwszego wydania widniał napis First Edition (tłum. pierwsze wydanie).
Wydanie sygnalne było identyczne z pierwszym wydaniem handlowym z wyjątkiem faktu, że dołączono do niego reprodukcję obrazu autorstwa malarza Stjernstroma. Reprodukcja, przedstawiająca Johna Steinbecka, wydrukowana została na ciężkim, lśniącym papierze o wymiarach 20,32×12,7 cm. To samo zdjęcie zostało wykorzystane również jako frontyspis publikacji Lewisa Gannetta John Steinbeck: Personal and Biographical Notes wydanej w ozdobnym futerale przez Viking Press.
Do 1941 powieść sprzedana została w około milionie egzemplarzy.
W 2007 roku, podczas aukcji w San Francisco i Los Angeles, za pierwsze wydanie Gron gniewu zapłacono 47 800 dolarów, najwyższą cenę zapłaconą kiedykolwiek za powieść Steinbecka wystawianą na aukcji. Książka pochodziła ze zbioru zmarłej w 1992 siostry pisarza, Elizabeth Steinbeck Ainsworth. Uzyskane pieniądze przeznaczono na renowację kalifornijskiej siedziby Steinbecka w Pacific Grove.

## Polskie wydanie
Pierwsze polskie wydanie Gron gniewu ukazało się w 1956 roku, w przekładzie Alfreda Liebfelda, nakładem Państwowego Instytutu Wydawniczego.
Poza Państwowym Instytutem Wydawniczym, Grona gniewu zostały wydane przez Wydawnictwo Dolnośląskie, Axel Springer Polska, Porozumienie Wydawców oraz Prószyński Media.
W 2011 roku powieść została wydana przez wydawnictwo Qes Agency w formie audiobooka (czytający: Mieczysław Morański).

## Tło historyczne
Realia opisywane w powieści to czasy wielkiego kryzysu, zwanego również wielką depresją, największego kryzysu gospodarczego w XX wieku. Przyjmuje się, że ujawnił się on w Stanach Zjednoczonych, rozpoczynając się około 4 września 1929 roku, a ogólnoświatowym tematem stał się między 24 a 29 października, kiedy to na nowojorskiej giełdzie Wall Street gwałtownie spadały ceny akcji. Zdarzenie to często nazywane jest wielkim krachem na Wall Street. Spowodowało to liczne bankructwa i niewypłacalność dłużników, które z kolei doprowadziły do ogromnego rozprzestrzenienia bezrobocia. W Stanach Zjednoczonych sięgnęło 25% siły roboczej, produkcja przemysłowa spadła w niektórych krajach o 50%. Bardzo mocno odczuło kryzys rolnictwo. Wartość produkcji rolnej spadła o 60%. Zadłużeni rolnicy często byli wysiedlani nie mogąc spłacić długów.
Sytuację ekonomiczną w Stanach Zjednoczonych pogorszyła również klęska ekologiczna. W latach 30. zapanowała wielka susza, która z kolei przyczyniła się do wielkich burz piaskowych, występujących w latach 1934–1936, niszczących zbiory, domostwa, przyczyniając się do licznych zachorowań na pylicę. Dotknęły one blisko 400 000 km² powierzchni, najsilniej w stanach Teksas i Oklahoma. Okres ten nazywany jest Dust Bowl.

## Bohaterowie
W dążeniu do maksymalizacji realizmu w swoich powieściach, Steinbeck tworzy postacie rzeczywiste, prawdziwe przez to, że są określone przez środowisko, do którego należą i z którym się identyfikują. Prymitywne i prostolinijne, żywotne, bo cała ich energia emanuje na zewnątrz, skoncentrowana na walce o byt, zamiast spalać się na roztrząsaniu doświadczeń i dylematów wewnętrznych.
- Tom Joad – główny bohater powieści; nazwany po ojcu; pomimo młodego wieku w pewnym momencie obejmuje przywództwo w rodzinie;
- Mama Joad – praktyczna, sympatyczna kobieta; główny filar rodziny;
- Tata Tom Joad – ciężko pracujący pracownik rolny i człowiek rodzinny, oddaje przywództwo w rodzinie swojej żonie;
- Wuj John Joad – starszy brat Toma seniora; obwinia się za śmierć żony, jako że zignorował u niej objawy zapalenia wyrostka robaczkowego. Przepełniony żalem podatny jest na alkohol i rozpustę;
- Jim Casy – były pastor; wielokrotnie dopuszczał się cudzołóstwa; stracił wiarę, twierdząc, że religia nie daje ani pocieszenia, ani rozwiązań w trudnościach, których doświadcza człowiek;
- Al Joad – interesują go jedynie dziewczyny i samochody; początkowo bierze przykład ze starszego brata, Toma, ale powoli znajduje własną drogę;
- Rose of Sharon Joad-Rivers (Rosasharn) – nastoletnia marzycielka, która dojrzewa wraz z rozwojem powieści, by stać się w końcu dorosłą kobietą; rodzi martwe dziecko, prawdopodobnie przez niedożywienie;
- Connie Rivers – mąż Rose of Sharon; młody i naiwny, przytłoczony obowiązkami małżeńskimi i nadchodzącym ojcostwem opuszcza ją wkrótce po przybyciu do Kalifornii;
- Noah Joad – najstarszy syn, pierwszy, który opuszcza rodzinę, postanawia zostać w pobliżu rzeki Kolorado i żyć z połowu ryb;
- Dziadek Joad – William James Joad; wyraża największą chęć pozostania w Oklahomie, rodzina odurza, go by wyruszył z nimi, jednak już pierwszego dnia umiera. Casy twierdzi, że przyczyną jest zawał, lecz mówi też, że po prostu zostaje na swojej ziemi;
- Babcia Joad – religijna kobieta, żona Williama Joada; prawdopodobnie traci chęć życia po śmierci męża; umiera gdy rodzina przekracza pustynię w Nowym Meksyku i Arizonie;
- Ruthie Joad – najmłodsza, dwunastoletnia córka;
- Winfield Joad – najmłodszy, dziesięcioletni syn, bardzo związany z Ruthie;
- Jim Rawley – zarządca obozu w Weedpatch, darzy Joadów sympatią;
- Muley Graves – sąsiad Joadów; proszony o przyłączenie się do wędrówki odmawia;
- Ivy i Sairy Wilson – towarzysze niedoli z Kansas; podróżują z Joadami aż do granicy Kalifornii;
- Pan Wainwright – ojciec Aggie, mąż Pani Wainwirght; martwi się dorastaniem swojej szesnastoletniej córki;
- Pani Wainwright – matka Aggie, żona Pana Wainwright; pomaga przy porodzie Rosasharn, wraz z Mamą Joad
- Aggie Wainwright – Agnes Wainwright; córka państwa Wainwright; pilnuje Ruthie i Winfielda, kiedy Rosasharn pracuje; zamierza poślubić Ala;
- Floyd Knowles – zachęca Toma i Jima do dołączenia do organizacji pracowników; podburza policję, w efekcie Casy zostaje aresztowany;
- Joe/Mike – zastępca szeryfa, pobity przez Jima Casy’ego; niektórzy zwracają się do niego Mike;
- George – strażnik w sadzie brzoskwiniowym; zabija Jima Casy’ego, później ginie z ręki Toma;
- Al – kucharz, który poleca Mae, by sprzedała biednej rodzinie piętnastocentowy bochenek chleba za dziesięć centów;
- Mae – kelnerka, która na polecenie Ala sprzedaje taniej chleb biedakom, następnie sprzedaje im za jednego centa dwa cukierki dla dzieci, choć kosztowały one pięć centów za sztukę; dostaje duży napiwek od kierowców ciężarówek, którzy w tym czasie jedzą lunch w restauracji;
- Duży Bill – kierowca ciężarówki; wraz z kolegą zostawiają Mae duży napiwek.

## Struktura powieści
W Gronach gniewu nie zostały użyte nowatorskie techniki, wręcz przeciwnie, autor używa podróży, jako motywu głównego, podobnie jak w Odysei Homera, czy Don Kichocie Cervantesa. Wędrówka użyta jest jako naturalny pretekst do ukazania dokumentalnych wartości powieści, do przedstawienia sytuacji określonej grupy społecznej w rozległym terytorium.
Kolejne założenie konstrukcyjne polega na tym, że Grona gniewu to powieść rodzinna. Joadowie reprezentują podstawową naturalną formę organizacji ustrojowo-ekonomicznej, jak długo gospodarują samodzielnie, na własnym skrawku ziemi. Więzy rodzinne tracą na znaczeniu w momencie, kiedy postanawiają wyemigrować do Kalifornii. Z początku tworzy ją trzynastoosobowa zwarta grupa ludzi, w której hierarchia opiera się na tradycyjnej i uzasadnionej strukturze wiekowej. Zmienia się to w miarę pogarszania się warunków życia, kiedy to pod naciskiem wyjątkowo trudnych okoliczności Tom i matka biorą na swoje barki odpowiedzialność za resztę członków rodziny. Wchodzi tu w grę autorytet najsilniejszych indywidualności, oparty na naturalnej selekcji. Sytuację wzmaga fakt, że Joadowie zostają bezdomni. Spójność rodziny kończy się, w momencie śmierci dziadka, następnie babci, którzy nie mogą wytrzymać trudów podróży. W przypadku dziadka ujawnia się typowe dla mentalności chłopskiej przywiązanie do ziemi, większe niż do rodziny. Nie chce on z początku opuścić Oklahomy. Strudzony podróżą, niedorozwinięty Noah, siada nad brzegiem rzeki i wzbrania się jechać dalej. Connie ucieka od ciężarnej żony, a Tom, który zabił policjanta w zemście za Jima Casy’ego musi się ukrywać. Pod koniec powieści zostają więc ci najmniej zaradni, poza matką, która samotnie jest oparciem i ostoją dla wszystkich.
Powieść Grona gniewu napisana została w konwencji naturalistycznej. Powiązania naturalistyczne są jednak o tyle złożone, że nie odnoszą się jedynie do formy powieści, ale również do sposobu, w jaki Steinbeck zebrał materiał faktyczny, potrzebny do jej stworzenia. Jego metoda polegała na uprzednim naukowym wręcz poznaniu środowiska sezonowych robotników rolnych. W 1936 roku zamieszkał w obozie wśród nich, następnie w 1937 przemierzył z karawaną wędrujących robotników cały obszar dzielący Oklahomę od Kalifornii. Dało mu to materiał, który wydatnie umniejszył znaczenie pola imaginacji autora. Grona gniewu są wielką powieścią, jednocześnie nie będąc dziełem sztuki.

## Styl

### Dramatyzm
Styl Steinbecka jest formą ruchu. Dramatyczny jest księżyc, wiatr, dramatyczne są wzruszenia. U Steinbecka krajobrazy, czyny i myśli ludzkie dzieją się. Każdy opis jest dramatyczny, gdyż służy przygotowaniu do dramatu. Wszystkie postacie żyją na własny rachunek. Są pełnoletnie, niezależne od autora. Czytelnik nie podziwia inteligencji, ani dowcipu, ani głębi autora; inteligentni, dowcipni, poważni bywają jedynie opisywane postaci. Życie dzieje się w czasie. Ukazany jest kierunek. Ukazany jest ruch zjawisk. Czas nie jest tylko elementem, lecz funkcją świata. I właśnie konstruowanie akcji w czasie, oddawanie artystycznymi środkami nie zatrzymania, ale przemijania – to są konsekwencje dramatyzmu powieści Steinbecka. Styl odzwierciedla formę – literaturę zaangażowaną bez reszty, nie pozornie, nie konwencjonalnie w sprawy swojego świata.

### Symbolizm
Powieść napisana została w nastroju depresji i erozji, poprzez stopniowy rozpad rodziny Joadów. Dwie sceny ratują ją jednak od całkowitego pesymizmu. Jest to z jednej strony manifestacja Toma ściganego za zabójstwo policjanta, który wyraża swoją wolę walki z niesprawiedliwością społeczną, z drugiej, scena końcowa, w której wśród głodu i powodzi Rosesharon ratuje życie wycieńczonemu człowiekowi karmiąc go piersią. Mleko, które przeznaczone było dla jej martwo urodzonego dziecka staje się symbolem solidarności i więzi ludzkiej, przepowiednią zwycięstwa i obwieszczeniem optymistycznej wizji przyszłości.

## Odbiór powieści
W przededniu II wojny światowej Steinbeck stał się jednym z najpopularniejszych pisarzy Ameryki. Grona gniewu obudziły opinię publiczną, sprowokowały polemikę, której motywy miały niewiele wspólnego z akademicką tradycją dyskusji literackich. Wywołały oburzenie władz lokalnych stanów Kalifornii i Oklahomy, związanych z nimi kół finansowych oraz prasy codziennej. Skontrowano powieść obelgami, zaprzeczeniami, w całości gołosłownymi. Powołano komisje badawcze, które potwierdziły całkowicie prawdę zawartą w powieści. Dobrze obrazującą ówczesną sytuację okazała się wypowiedź gubernatora Oklahomy, opublikowana w artykule w „Oklahoma City Times”, który zapytany o wywłaszczanie farmerów, oraz czy jest zaznajomiony z Gronami gniewu, odpowiedział:

Nie czytałem tej rzeczy. Nie pozwalam sobie na uniesienie z powodu twórczości jakiegokolwiek pisarza fikcji. W Oklahomie mamy tak dobrych obywateli, że szczycić nimi mógłby się i stan, w którym pan mieszka… Radziłbym panu, aby zaczął pan z powrotem czytać magazyny kryminalne.

Gubernator odmówił rozmowy z protestującymi bezrobotnymi mówiąc, że obraz sytuacji przedstawiony w książce i jej ekranizacji był przesadzony, oraz zaprzeczył obrazowi przyjmowania migrantów w Kalifornii. Z kolei członek kongresu z Oklahomy wypowiedział się w sposób następujący:

(…) Nie mogę dopuścić do tego, by ten brudny, kłamliwy, plugawy manuskrypt zdobywał rozgłos wśród publiczności bez słowa sprzeciwu i protestu (…) Mówię wam i każdemu uczciwemu i nieuprzedzonemu czytelnikowi w Ameryce, że obraz, który Steinbeck odmalował w swojej książce, jest kłamstwem, czarnym, piekielnym tworem perwersyjnego, niezrównoważonego umysłu.

Powyższe wypowiedzi pochodzą z artykułu Martina Staples Schokleya, traktującego o odbiorze powieści w Oklahomie. Jak autor sam zaznaczył, często towarzyszyły podobnym wypowiedziom uwagi: „Nie przeczytałem z niej ani słowa, lecz wiem, że jest ona brudnym kłamstwem”. W mieście Kansas City została ona zakazana przez kuratorium oświaty. Podobnie w East Saint Louis, gdzie kazano nawet spalić trzy kopie, które były w zbiorach biblioteki. Nic jednak nie powstrzymało rozpowszechniania książki. Niepoparte konkretnymi faktami wypowiedzi negatywne w stosunku do powieści zostały przeważone pozytywnymi i entuzjastycznymi opiniami, płynącymi ze wszystkim stron z różnych środowisk.

## Odbiór powieści w Polsce
W dwudziestoleciu międzywojennym Steinbeck był w Polsce pisarzem nieznanym. Wybuch II wojny światowej spowodował, że nawet nagroda Pulitzera (1940) za Grona gniewu nie wpłynęła na jego rozpoznawalność. Ta sytuacja uległa zmianie w Polsce Ludowej. Pierwsze wzmianki o autorze pojawiły się w polskiej prasie za sprawą Aleksandra Rogalskiego w jego artykule Współczesna powieść amerykańska z 1946 roku. Rok później pojawiły się pierwsze przekłady opowiadań i fragmentów powieści, w tym dwóch niewielkich z jego najwybitniejszego dzieła, Gron gniewu. W tym samym roku w periodyku „Odrodzenie” pojawiły się słowa Stanisława Helsztyńskiego, docenta Uniwersytetu Warszawskiego, znanego anglisty, które zaliczyły jego powieść do kanonu dzieł literatury amerykańskiej, stworzonego przez powojenną krytykę marksistowską. Stanisław Żółkiewski, czołowy ówcześnie krytyk, naczelny redaktor „Kuźnicy” twierdził, że utwory takich pisarzy jak Erskine Caldwell, William Faulkner i Steinbeck świadczą: „(…) O bogactwie i różnorodności, o artystycznej odkrywczości i bezkompromisowości tych pisarzy, o czujności i trafności ich społecznej analizy”.
Kazimierz Brandys z kolei mówi o Gronach gniewu jako o dziele z gatunku „powieści okrutnej”. Napisał on, że artystyczny efekt osiągnięto w nich przez przedstawienie ogromnych obszarów egzystencji ludzkiej w stanie surowym, niesfałszowanej przez nakazy formalne. W dalszej części artykułu podkreśla, że materiał użyty przez autora jest potworny, a dowody wołają o pomstę, jednak na tym sprawa się kończy, jako że oskarżenia są bezimienne, a sprawcy zbrodni nieujawnieni. Z kolei Wiktor Woroszylski, czołowy reprezentant pokolenia pryszczatych, tak skomentował twórczość pisarza:

Znamy dwóch Steinbecków. Jeden to wielki postępowy pisarz, autor „Gron gniewu” (…) A drugi Steinbeck? Tego należy wymienić w jednym szeregu z Faulknerem, Saroyanem, D. Parker i wieloma innymi drugorzędnymi pisarzami. Uprawiają oni patologiczny naturalizm.

W rozmowie z Marianem Piotrowskim, wyemitowanej w Rozgłośni Polskiej Radia Wolna Europa 13 września 1954 roku, Steinbeck zapytany o opinię na temat polskich reakcji na Grona gniewu odpowiedział:

Oczywiście zdaję sobie sprawę, że komuniści nieprzychylnie odnoszą się do mojej pracy literackiej. Używali oni wcześniej moich dzieł jako narzędzia przeciwko mnie, przede wszystkim Gron gniewu.

Jednak powyższe przykłady i wypowiedzi świadczą o tym, że nie było tak, przynajmniej nie w latach 1945–1948, kiedy przekłady jego opowiadań pojawiały się w prasie, a sam autor w periodykach społeczno-kulturalnych był wymieniany jako jeden z czołowych pisarzy amerykańskich o postępowych poglądach.

## Adaptacje

### Film i telewizja
1940: Grona gniewu
- reżyseria: John Ford, scenariusz: Nunnally Johnson, obsada: Henry Fonda, Jane Darwell, John Carradine

Grona gniewu szybko doczekały się ekranizacji filmowej. Film wyreżyserował John Ford, a główną rolę Toma Joada zagrał Henry Fonda. Pierwsza część filmu wiernie oddaje wydarzenia przedstawione w książce, jednak druga połowa, a w szczególności zakończenie znacząco się od nich różnią. Film zdobył dwa Oscary w kategoriach najlepszy reżyser (Ford) i najlepsza aktorka drugoplanowa (Jane Darwell), oraz 5 nominacji.
Zdaniem niektórych krytyków film nieznacznie łagodzi wydźwięk protestu społecznego, który w książce jest bardzo wyraźny. Jednak, w pewnym sensie film jest jaskrawszy od powieści pod względem wizualizacji życia wędrownych rodzin w obozach. Fenomenem produkcji jest jej kompresja. Wierny powieści jest pełny przekaz emocjonalny, i mimo że fabuła skrócona jest tylko nieznacznie, to współczesny widz musi mocno się zastanowić, by dojść do tego, które części narracji zostały pominięte. Jedynym poważnym zawodem dla czytelnika (poza konieczną zwięzłością) jest zakończenie filmu. Świetne, a nawet słynne, lecz różniące się od książkowego. Oczywiste jest, że ówczesne studia filmowe nie pozwoliłyby na przedstawienie karmienia piersią, tym bardziej dorosłego człowieka. W tym wypadku Ford postanowił zakończyć film sceną odchodzącego Toma, gdzie ogromne, pokryte ciemnymi smugami niebo symbolizować ma nadchodzące zmagania.
1957: Grona gniewu
- reżyseria: Jerzy Gruza

W Polsce Grona gniewu pojawiły się w Teatrze Telewizji Polskiej w reżyserii Jerzego Gruzy. Premiera odbyła się 11 marca 1957 roku.